# Metalectra violascens
Metalectra violascens là một loài bướm đêm trong họ Erebidae.